# Anisomysis mullini
Anisomysis mullini är en kräftdjursart som beskrevs av Murano 1987. Anisomysis mullini ingår i släktet Anisomysis och familjen Mysidae. Inga underarter finns listade i Catalogue of Life.